# Франц де Паула Гундакар фон Колоредо-Мансфелд
Франц де Паула Гундакар Йозеф Адам Рудолф Йохан Хиронимус фон Колоредо-Мансфелд (на немски: Franz de Paula Gundackar Joseph Adam Rudolf Johann Hieronymus Fürst von Colloredo-Mannsfeld; * 28 май 1731, Виена, Хабсбургска монархия; † 27 октомври 1807, Виена, Австрийска империя) е 1. княз на Колоредо-Мансфелд, хабсбургски дипломат, последният имперски вицеканцлер на Свещената Римска империя.

## Живот
Той е син на княз Рудолф Йозеф фон Колоредо (1706 – 1788) и съпругата му графиня Мария Франциска Габриела фон Щархемберг (1707 – 1793), дъщеря на австрийския държавен и конференцминистър граф Гундакер Томас фон Щархемберг (1663 – 1745) и втората му съпруга графиня Мария Йозефа Йоргер цу Толет (1668 – 1746). Брат е на Хиронимус (1732 – 1812), княжески архиепископ на Залцбург (1772 – 1803) и първият патрон на Волфганг Амадеус Моцарт, Йозеф (1735 – 1818), австрийски министър и генерал, и Венцел Йозеф (1738 – 1822), австрийски императорски фелдмаршал.
Франц Гундакер е подготвен за дипломатическа кариера. През 1753 г. той става имперски дворцов съветник. По-късно императорът го праща често на дипломатически мисии. Особено се занимава с избора на императорските духовни императорски князе.
През 1760 г. той е императорски пратеник във френския двор, за да подготви женитбата на ерцхерцог Йозеф II с инфанта Мария-Изабела Бурбон-Пармска. През 1766 г. става таен съветник. През 1764 г. той занася на Мария Терезия от Франкфурт съобщението за избора на Йозеф II за римски крал.
Между 1767 и 1770 г. Франц Гундакер е посланик в Испания и след това става първият императорски комисар при имперския съд във Вецлар. През 1788 г., след смъртта на баща му, той поема собственостите на фамилията в Бохемия и Австрия и става негов наследник през 1789 г. имперски вице-канцлер до края на империята през 1806 г.
През 1772 г. Франц става рицар на австрийския Орден на Златното руно и е издигнат на княз на Колоредо-Мансфелд на 26 февруари 1789 г. във Виена. Той умира на 76 години на 27 октомври 1807 г. във Виена. Погребан е в Зирндорф.

## Фамилия
Първи брак: на 6 януари 1771 г. в Прага с Анна Мария Исабела Лудмила Йохана Адалберта Михаела Франциска фон Мансфелд-Фордерорт-Фонди (* 29 август 1750, Прага; † 21 октомври 1794, Виена), дъщеря на Хайнрих Паул Франц II фон Мансфелд-Фордерорт (1712 – 1780), княз на Фонди, и графиня Мария Йозефа Чернин з Худениц (1722 – 1772). Те имат децата:
- Рудолф Йозеф (* 16 април 1772; † 28 декември 1843), княз, първи главен дворцов майстер, 1830 г. рицар на Ордена на Златното руно, женен на 28 май 1794 г. в Залцбург за графиня Филипина Каролина фон Йотинген-Балдерн (* 18 май 1776, Дагщул; † 18 март 1842)
- Мария Хенриета Анна Елизабет Розалия фон Колоредо-Мансфелд (* 3 септември 1773, Виена; † 8 март 1814, Вуковар), близначка, графиня, омъжена на 24 февруари 1794 г. във Виена за граф Емерих Йозеф Филип Йохан Непомук Валентин фон Елтц-Фауст фон Щромберг (* ок. 1765; † 21 декември 1844, Виена)
- Мария Габриела фон Колоредо-Мансфелд (* 3 септември 1773; † 9 март 1788), близначка, графиня
- Хиронимус Карл (* 30 май 1775, Вецлар; † 23 юли 1822, Виена), граф, австрийски генерал, женен на 2 февруари 1802 г. във Виена за графиня Вилхелмина Йохана Романа фон Валдщайн (* 9 август 1775, Виена; † 2 февруари 1849), господарка на Вартенберг
- Фердинанд (* 30 юли 1777, Виена; † 10 декември 1848, Щибар), граф, женен на 30 ноември 1810 г. в Берн за Мария Маргарета фон Циглер (* 10 април 1779, Берн; † 23 април 1840, Виена)

Втори брак: на 8 октомври 1797 г. с графиня Мария Йозефа фон Шратенбах (* 5 юни 1750; † 1 октомври 1806), вдовица на граф Гуидобалд Йозеф фон Дитрихщайн (1717 – 1773) и на граф Йохан Йозеф Франц фон Кевенхюлер-Меч (1733 – 1792), дъщеря на граф Франц Антон фон Шратенбах (1703 – 1783) и графиня Мария Йозефа Валпурга фон Врбна и Фойдентал (1717 – 1791). Бракът е бездетен.